# Џанкшон Сити (Висконсин)
Џанкшон Сити (енгл. Junction City) град је у америчкој савезној држави Висконсин.

## Демографија
По попису из 2010. године број становника је 439, што је 1 (-0,2%) становника мање него 2000. године.
| Група             | 2000.       | 2010.       |
| Белци             | 409 (93,0%) | 402 (91,6%) |
| Афроамериканци    | 0 (0,0%)    | 1 (0,2%)    |
| Азијати           | 7 (1,6%)    | 18 (4,1%)   |
| Хиспаноамериканци | 19 (4,3%)   | 14 (3,2%)   |
| Укупно            | 440         | 439         |